# Porta

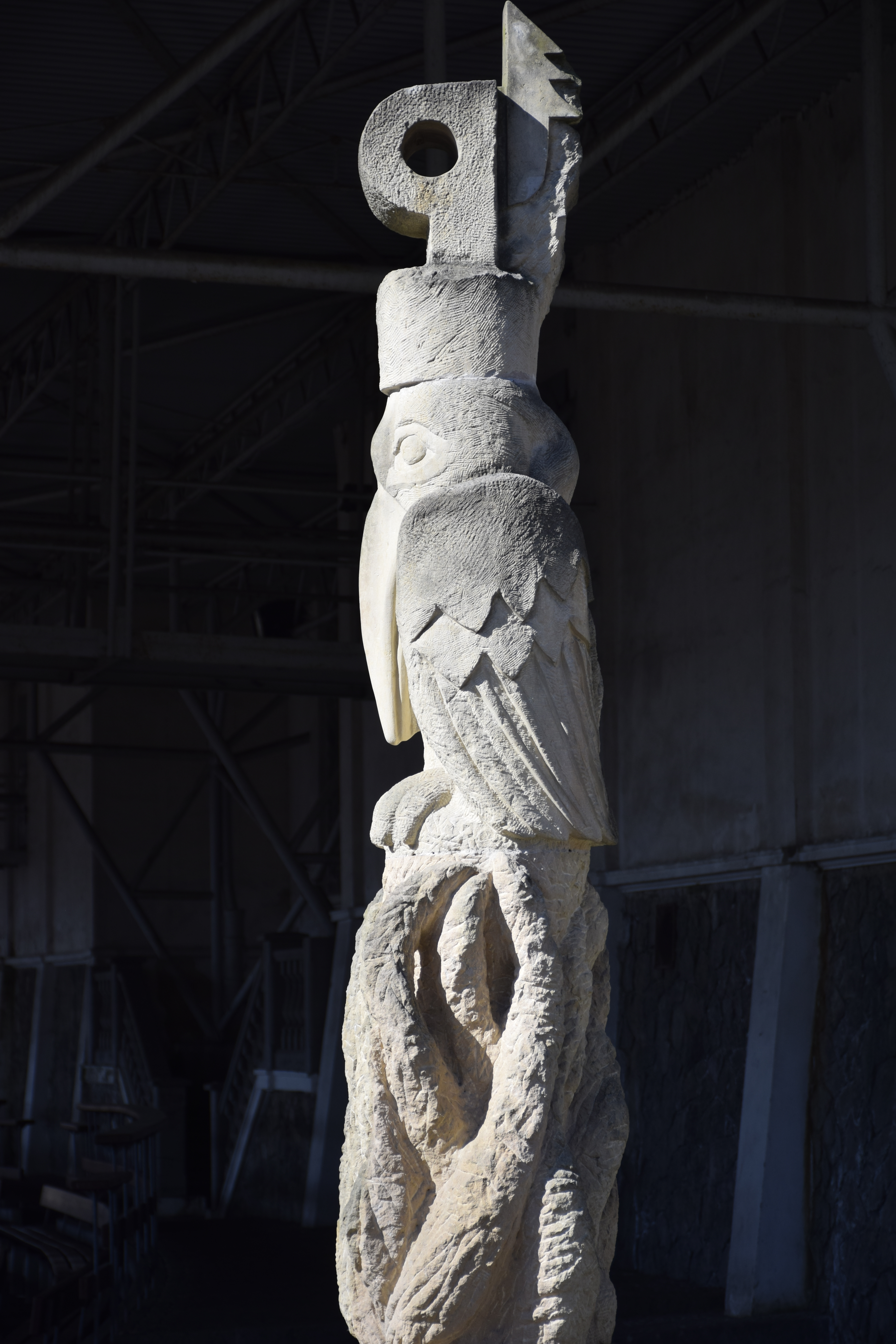
Plastika umístěná v letním kině v Ústí nad Labem, připomíná vznik festivalu

Porta je český soutěžní hudební festival, založený v roce 1967 v Ústí nad Labem. Název festivalu je inspirován údolím Labe „Porta Bohemica – Brána Čech“, ležícím v místech, kde řeka prochází Českým středohořím. Zakladatelem Porty byl Jiří Šosvald, kapelník westernové kapely AZ Septet, The Strangers a C Studio Jiřího Šosvalda, který s několika kolegy (např. Zdeněk Frídl, Zbyněk Jelínek, Zdeněk Lukášek či redaktor Československého rozhlasu Jan Oliva) naplánoval Portu jako festival country a westernové hudby. Kvůli obavám, že tyto žánry zatím nemají v tehdejším Československu dostatečně širokou posluchačskou základnu, přizvali k účasti na festivalu i trampy. Z Liberce se přistěhoval Jaroslav Velínský, známý jako „Kapitán Kid“, který se o trampskou část Porty staral.
Festival prošel za svou existenci nejednoduchým vývojem. V období normalizace se stalo pořádání festivalu velmi náročným, přesto se Porta stala hojně navštěvovanou akcí. Po roce 1989 se v kultuře otevřelo mnoho možností a Porta už neměla ono výsadní postavení, které si v průběhu let vytvořila.
V současnosti se festival skládá z oblastních soutěžních kol v jednotlivých regionech. Soutěž v oblastech organizují jednotliví pořadatelé a zastřešuje je Česká tábornická unie, po roce 1989 obnovená. Z nich soutěžící postupují jednak do finále Porty v Řevnicích, které se koná na konci června. Soutěž dává příležitost začínajícím skupinám a je určena především pro žánry folk, country a trampská píseň. V průběhu několika desetiletí festivalem Porta prošla většina skupin, muzikantů a osobností, kteří dnes reprezentují folkovou, country a trampskou scénu.

## Motto
Od roku 1972:
| „ | Hudba je lék a Porta je nejlepší apatyka! | “ |

## Založení festivalu a první roky

### 1966
V roce 1966 se parta přátel začala zabývat samotnou myšlenkou založení festivalu country & western a trampské hudby. Jirka Šosvald, který s myšlenkou přišel jako první, popsal vznik názvu „Porta“ následovně:
| „               | Shodli jsme se, že vzhledem k žánru a našemu kraji by měl název mít něco společného se zdejší přírodou nebo tak nějak. A tu jsem uvedl, že skalní útvar, kterým řeka Labe vtéká do Ústecka, nese odjakživa název Česká brána – latinsky Porta Bohemica. Jenže to se nám zdálo moc dlouhé a tak nějak příliš reálně lokální a tak jsme hledali dál. Nic kloudného jsme ale nevymysleli, až Zbyněk Jelínků prohlásil, že lidé přece vědí, že Porta není v Číně, a že tu Bohemicu můžeme kliďánko vynechat. | “ |
| — Jirka Šosvald | |   |

### 1967
Organizátoři prvního ročníku, nadšenci z Domu kultury pracujících v Ústí nad Labem, rozeslali na začátku roku 1967 dopis jim známým country a trampským skupinám, kterým je zvali na nový festival s názvem „Porta“. Inspirátorem byl Jiří Šosvald, známý pod přezdívkou Westernový dědek. Již prvního roku byly jako ocenění rozdávány tzv. „keramické nesmysly“ od akademického sochaře M. Rabocha, kterými se nejúspěšnější soutěžící oceňují i v současnosti.

#### Výsledky
- Country & western:

1. Rangers (Praha)
2. Greenhorns (Praha)
3. Strings of Tennessee (Praha)
4. AZ septet (Ústí nad Labem)
5. Caravell Western (Trnava)

- Trampské sbory:

1. Mohykáni (Praha)
2. Stopa (Pardubice)
3. Peklo (Semtín)
4. Velká naděje (Praha)
5. Compardos (Přibyslav)

### 1968 (Ústí nad Labem)
V roce 1968 byla zavedena autorská soutěž do které dorazilo přes padesát písní od více než dvaceti autorů. Festival byl rozdělen do dvou žánrů: country & western a trampské sbory. V dalších letech se postupně oddělovaly další kategorie. Na druhý ročník se přihlásilo 33 kapel. O Portě se také začalo psát v tisku. Organizační štáb dostával od návštěvníků mnoho nápadů a návrhů na možnosti rozšíření programu o výstavy, prodej výrobků ze dřeva a kůže atp.

#### Výsledky
- Autorská soutěž:

1. Krinolína, Kapitán Kid
2. Poslední míle, Miki Ryvola
3. Už nejsi, Nevado, Jenda Korda – Arnošt Mošna
4. Trail to Island, Miki Ryvola
5. Savana, Kapitán Kid

- Country & western:

1. Rangers (Praha)
2. Greenhorns (Praha)
3. Truckers
4. White Stars
5. Spirituál kvintet

- Trampské sbory:

1. Vavasatch (Brno)
2. Červánek
3. Hoboes (Čechy)
4. Stopa (Pardubice)
5. Peklo (Semtín)

- Cena poroty za moderní přístup k trampské písničce:
  - Hoboes (Čechy)
- Cena poroty jako objev PORTY 68:
  - Osadníci (Strakonice)

### 1969 (Ústí nad Labem)
Porta měla ohlas v tisku a v rádiu se začínaly hrát portovní písničky. Časopisy, především Mladý svět, vydávaly zpěvníky s trampským písničkami. Protože zájem především trampských skupin převyšoval možnosti třídenního festivalu, byla od třetího ročníku zavedena oblastní předkola v Třebíči, Pardubicích, Českých Budějovicích, Štětí, Praze a Bratislavě. Současně s tím však vznikaly první „ideologické“ konflikty: představitelé tzv. moderní trampské hudby např. Hoboes, byli napadáni, že nehrají trampskou píseň. Porota oceňovala spíše moderní skupiny a diváckým hitem se stala Bedna od whisky od skupiny Hoboes. V roce 1969 byla též založena nová kategorie Folk.

#### Výsledky
- Autorská soutěž:

1. Vyhaslý oheň, Milan Šebesta
2. Pojď už spát, Jiří Šosvald
3. Zasněný cowboy, Jan Kněžínek

- Tradiční country:

1. White Stars (Praha)
2. Bluegrass Hoppers (Ústí n. Labem)
3. Strangers (Ústí n. Labem)

- Moderní country:

1. Rivalové (Praha)
2. Caravell Western (Trnava)
3. Ontario (Ostrava)

- Folk:

1. Minnesengři (České Budějovice)
2. The Worried Men Skiffle Group (Vídeň)
3. Perpetual Vagaboonds (Praha)

- Trampská píseň:

1. Scarabeus (Praha)
2. Hoboes (Čechy)
3. Červánek
4. Stopa (Pardubice)
5. Vavasatch (Brno)

### 1970 (Ústí nad Labem)
V roce 1970 vyšel poprvé Portýr, festivalový bulletin, který od té doby provázel i všechny další ročníky. Čtvrtý ročník byl také poznamenán tragickou autonehodou bluegrassové skupiny Boot Hill, při níž zahynulo pět jejích členů. Od roku 1970 se koná tzv. Dvorana Porty, která je i dnes vyvrcholením každého ročníku Českého národního finále v Řevnicích.
Tuhá normalizace tvrdě signalizovala ústeckou derniéru. Portu si "dovolila" vyhrát holandská skupina Smokey Mountain Rangers.

#### Výsledky
- Autorská soutěž:

1. Rumovej ďas, Kapitán Kid
2. Vyhaslý oheň, Milan Šebesta
3. Šťastnej tulák, Wabi Ryvola

- Tradiční country:

1. Smokey Mountain Rangers (Amsterdam)

- Moderní country:

1. Strangers (Ústí nad Labem)

- Folk:

1. Spirituál kvintet (Praha)

- Trampské kapely (hlasování diváků):

1. Scarabeus (Praha)
2. Hoboes (Čechy)
3. Compardos (Přibyslav)

- Miss Porta 70:
- Libuše Palová (Desperádi Karviná)
- Čestná uznání poroty:
- Buffalos (Domažlice)
- Caravell Westarn (Trnava)
- Ontario (Ostrava)
- Jindra Šťáhlavský (Strangers)
- Pavel Brümer (Bluegrass Hoppers)
- kontrab. Curkal (Golden Strings)
- Zvláštní ceny poroty:
- Folk Singers (Praha)
- Minnesengři (České Budějovice)
- Worried Man Skiffle Group (Vídeň)
- Bluegrass Hoppers (Ústí nad Labem)
- Skywalkers (Praha)
- Ceny poroty:
- Nothing (Praha)
- Strummers (Praha)
- Blizzard (Praha)
- Truckers (Praha)

### 1971 (Karviná)
Na jaře 1971 nastoupil v pořádajícím Domě kultury v Ústí nad Labem nový normalizační ředitel. Překvapenému štábu festivalu sdělil, že Porta může pokračovat v případě, že zde společně se stávajícími kapelami budou vystupovat také hudební soubory Sovětské armády, dočasně umístěné v Československu. Celý štáb tuto možnost rozhodně odmítl, Porta tak v Ústí nad Labem skončila. Dokonce „byli odejiti“ zaměstnanci Domu kultury, kteří se o festival starali.
Za Českou tábornickou unií, která je jakýmsi „zbytkovým“ pořadatelem festivalu, přišel tým lidí z pražského FOLK & COUNTRY KLUBU – Michal Jupp Konečný, Josef Kobra Kučera, Jaroslav Dvořák, Robert Radosta a další. Tento tým měl zkušenosti z pořádání FOLK & COUNTRY FESTIVALU v pražské Lucerně, což byla rozsahem v té době mnohem větší akce než Porta. Společný tým v čele s Wabi Ryvolou a Michalem Juppem Konečným se pokusil o záchranu Porty a vydal se po republice hledat nové místo pro finále, přičemž neúspěšně najezdil skoro 40 000 kilometrů – nálepka v Ústí nad Labem zakázaného festivalu vždy včas doputovala i k místním funkcionářům.
Nakonec Porta 71 našla sídlo v Karviné, čemuž výrazně pomohl spisovatel Eduard Světlík. Tradiční červnový termín se však stihnout nedal, takže se festival konal na začátku září. Nově zrozený štáb ještě stihl zorganizovat část předkol, a z posledního pražského předkola organizátoři odjížděli rovnou Karviné. Festival proběhl, s ohledem na složité přípravy, bez problémů, ale Karviná byla zastávkou jen na jeden rok a pro ročník 1972 bylo nutné nové místo opět hledat. Kromě toho došlo ke změnám v centru. Svobodné mládežnické organizace, včetně České tábornické unie byly normalizátory rušeny a včleňovány do Socialistického svazu mládeže. Ten se tím stal i novým pořadatelem Porty. Bez tohoto „razítka“ už nešlo pořádat žádnou akci. Naštěstí do SSM přešla i část bývalých funkcionářů ČTU, takže kontinuita byla, alespoň na čas, zachována.
Přestože festival začal cestovat po republice, bylo to novým štábem vnímáno jako nouzové řešení a všichni doufali, že jednou se Porta do Ústí vrátí. Aby aspoň část Porty zůstala v severních Čechách, vyčlenila se na popud „Kapitána Kida“ Trampská autorská soutěž, jejíž finále se konalo na konci září v Hostomicích u Bíliny.
Výsledky:
- AUTORSKÁ SOUTĚŽ (Hostomice nad Bílinou)

1. Pane Bóže vod tý lásky zachraň nás, Miki Ryvola
2. Tommy, Wabi Daněk
3. Maděra, Kapitán Kid

- TRAMPSKÁ PÍSEŇ

1. Plížák (Sokolov)
2. Pacifik (Praha)
3. Island (Ústí nad Labem)

- ČESTNÉ UZNÁNÍ ZA POZORUHODNÝ PĚVECKÝ VÝKON
  - Helena Maršálková (Pacifik)
- ČESTNÁ UZNÁNÍ POROTY
  - C & K (Praha)
  - Taxmeni (Praha)
  - Sepie (Praha)
  - Berani (České Budějovice)
  - Tuláci (Olomouc)
  - Plavci (Bochov)
  - Atropa Bella Dona (Lovosice)
  - Příboj (Brno)
  - Kapitán Kid (za píseň Žádám)

### 1972 Sokolov
Další stěhování, tentokráte skoro přes celou republiku. Dochází ke spolupráci mezi oblastními koly, která tohoto roku proběhla ve všech krajích republiky. Krajských kol se účastnilo téměř 180 skupin. Finále interpretační soutěže se uskutečnilo v Sokolově, ale autorská soutěž se uskutečnila stejně jako minulý rok v Hostomicích a zasláno bylo přes 130 příspěvků.
Výsledky:
- MODERNÍ TRAMPSKÁ PÍSEŇ

1. Pacifik
2. Termiti a Plížák Sokolov
3. Stopa

- TRADIČNÍ TRAMPSKÁ PÍSEŇ

1. Bizoni Luby u Chebu
2. neuděleno
3. neuděleno

- AUTORSKÁ SOUTĚŽ

1. Šlajfka pro štěstí – Kapitán Kid
2. Dál, dál, dál – Tony Linhart
3. Šmír na trávě – Wabi Ryvola
4. Poslední defilé – Wabi Ryvola

- MIMOŘÁDNÉ UZNÁNÍ POROTY
  - Kantoři (Hradec Králové)
  - Plavci (Bochov)
  - Volupsije (Jablonec nad Nisou)
  - Pražští trubadúři (Praha)
  - Létavice
  - Kolovrátek
  - Milan Dvořák (Havrani)
  - Jitka Vrbová (Sepie)

### 1973 Litomyšl, Český Krumlov, Jablonec nad Nisou
Pro soutěžící se letos stala povinná krajská předkola, tohoto roku začala předkola i na Slovensku (Dubnica nad Váhom, Košice, Hlohovec). Počet míst pro finále interpretační soutěže byl stanoven na tři a Porta se rozdělila dle žánrů. Trampská část Porty se odehrála ve městě Litomyšl, country část v Jablonci nad Nisou a obnovená kategorie Folk v Českém Krumlově. Autorská soutěž proběhla i letos v Hostomicích. Zajímavostí je fakt, že v Jablonci nad Nisou byla finálová klání neveřejná, snad se místní aparát bál o to, aby se "americká" muzika nešířila mezi veřejnost, a tak se hrálo jen pro porotu v prázdném sále.
Výsledky:
- TRAMPSKÉ SKUPINY
  - Folkové skupiny: Český Krumlov (Českokrumlovský folkový festival)
  - Country skupiny: Jablonec nad Nisou (Country festival)
  - Trampská autorská soutěž: Hostomice
- TRADIČNÍ TRAMPSKÁ PÍSEŇ

1. Příboj Brno (porta)
2. Bizoni (Luby u Chebu)
3. Kamarádi (Rokycany)

- MODERNÍ TRAMPSKÁ PÍSEŇ

1. Pacifik (Praha)
2. Hoboes (Praha)
3. Termiti (Chotusice)
4. Plížák (Sokolov)

- TRAMPSKÁ AUTORSKÁ SOUTĚŽ

1. Tony Linhart – Poraněný koleno, Velká vlaková loupež
2. Wabi Ryvola – Šestačtyřicátej
3. Josef Joe Jégr a Ladislav Staněk – Ontário

- UZNÁNÍ POROTY
  - Verumka (Kadaň)
  - Poutníci (Blansko)
  - Arion (Slovensko)
  - Zubri (Slovensko)
  - Helena Maršálková (Pacifik)
  - Zdeněk Musil (Poutníci)
  - Jindřich Pitra (Hoboes)
  - Stanislav Korál (Medvědi Praha)
- FOLKOVÁ AUTORSKÁ SOUTĚŽ

1. Wabi Ryvola – Strašná Barbora, Bejt starej chlap, Už táhnou stáda snobů, To ta holka nevěděla
2. Jaroslav Pochmon – Vše plyne
3. Lýdie Vatgerdiová a Jozef Špiegel – Zátišie s ovocom

- ČESTNÉ UZNÁNÍ POROTY
  - Milan Dvořák (Havrani)
- FOLKOVÁ INTERPRETAČNÍ SOUTĚŽ

1. Minnesengři (České Budějovice)
2. Menší bratři (Brno)
3. Blátotlačky (Praha)

- TRADIČNÍ COUNTRY

1. Volupsije (Jablonec nad Nisou)
2. Taxmeni (Praha)
3. Průvan (Praha)

- MODERNÍ COUNTRY

1. Ohaři (Praha)
2. Sepie (Praha)

- ČESTNÉ UZNÁNÍ POROTY
  - Falešní hráči (Olomouc)
  - Žebrácká opera (Milevsko)
- AUTORSKÁ PORTA TEXTAŘŮ COUNTRY
  - Hledej dál! – Michal Bukovič

### 1974 Svitavy
Do oblastních kol se přihlásilo více než 250 skupin, ale mnoho špičkových skupin nepřešlo přes cenzory. Interpretační soutěž byla opět sloučena na jedno místo, a to do Svitav. Porta zde dostala podporu od nejvyšších představitelů města. Hudebníci a skupiny dostávaly pozvánky do místních továren na exkurze a zde pořádaly svá vystoupení, ve kterých nehrála ideologie vůbec důležitou roli. Historie označuje Svitavskou Portu za jednu z nejhezčích. Autorská soutěž v oblasti folk proběhla tohoto roku jako součást českokrumlovského Folkového festivalu v září. Autorská soutěž se nekonala v Hostomicích, ale až koncem roku v Praze v Radiopaláci.
Výsledky:
- TRADIČNÍ COUNTRY

1. Taxmeni (Praha)
2. Volupsije (Jablonec nad Nisou)
3. Formani (Praha)

- MODERNÍ COUNTRY

1. neuděleno
2. Sepie (Praha)
3. Antares (Brno)

- ČESTNÉ UZNÁNÍ POROTY
  - Fialový expres (Svitavy)
  - Jaroslav Říha (Voraři Znojmo)
  - Jiří Michálek
- TRADIČNÍ TRAMPSKÁ PÍSEŇ

1. neuděleno
2. Ariana (Praha), Příboj (Brno)
3. Kamarádi Rokycany

- MODERNÍ TRAMPSKÁ PÍSEŇ

1. Rosa (Gottwaldov)
2. Toronto (Praha)
3. Krakatit (Ústí nad Labem)

- FOLK

1. Skupina Bohdana Mikoláška
2. Marsyas (Praha)
3. Blátotlačky (Praha)

- ZVLÁŠTNÍ CENA POROTY
  - Berani (Praha)
- ČESTNÁ UZNÁNÍ POROTY
  - Létavice (Český Krumlov)
  - Bakaláři (České Budějovice)
  - Los Gringos (Praha)
  - Kominíčci (Uherské Hradiště)
- FOLKOVÁ AUTORSKÁ SOUTĚŽ

1. Přátelství – Bohdan Mikolášek

- TRAMPSKÁ AUTORSKÁ SOUTĚŽ

1. Kamarád – Jan Nedvěd
2. Rosa na kolejích – Wabi Daněk

### 1975Třebíč
Porta byla zařazena do celostátního festivalu zájmové umělecké činnosti. Tohoto roku se změnil soutěžní řád a přestala se rozdělovat tradiční a moderní trampská hudba. Průběh festivalu byl okořeněn četnými vystoupeními hostů nejen při Dvoraně, ale také při soutěžní části. Dvorana byla naplánována na dvě scény souběžně, jen tak bylo možné, aby všichni příchozí našli svá místa. Na krajských kolech si tentokráte zahrálo přes 200 skupin a jednotlivců. Autorská soutěž probíhala současně s interpretační, ale bohužel pouze na základě poslechu písniček ze záznamu. Do autorské soutěže bylo přihlášeno více než 450 příspěvků.
Výsledky:
- COUNTRY

1. Formani Praha (porta)
2. Hráči Brno (porta)
3. Foucmouk Teplice (porta)

- TRAMPSKÉ KAPELY

1. Brontosauři Praha (porta)
2. Verumka Kadaň (porta)
3. Spirála Praha, Stopa Pardubice (porta)

- FOLK

1. Slzy Praha (porta)
2. C studio Ústí nad Labem (porta)
3. Orátoři Praha (porta)

- TRAMPSKÁ AUTORSKÁ SOUTĚŽ

1. Buď pro mě – Kapitán Kid (porta)
2. Závrať – Jiří Sint Nekvapil
3. Opiový vůz – Vojta Kiďák Tomáško

- FOLKOVÁ AUTORSKÁ SOUTĚŽ
  - Sen o náměstí – Jarmila Matoušková a Zuzana Knížková (porta)

### 1976 Ústí nad Labem
Jubilejní desátý ročník byl předznamenám větší změnou soutěžního řádu. Schválené jsou změny jako sjednocení termínu autorské a interpretační soutěže a její vyhlašování při Dvoraně Porty, zrušení kategorií ve finále (v oblastech kategorie ještě chvilku zůstanou), udělování maximálně pěti hlavních ocenění (keramická soška), odpuštění základních kol držitelům Port z minulých období. V oblastních kolech vystoupilo 242 jednotlivců, či skupin. Porta se k desátému výročí vrátila do Ústí, ale to byl jen pečlivě okleštěný a neopakovatelný pokus o návrat ke kořenům. Udělovat se začala tzv. Zlatá porta za dlouholetou práci skupiny, nebo jednotlivce ve vymezené hudební oblasti.
Výsledky:
- PORTY
  - Brontosauři (Praha)
  - Krakatit (Ústí nad Labem)
  - Slzy (Praha)
  - Variace (České Budějovice)
  - Verumka (Kadaň)
  - Vodnáři (Litvínov)
  - Wyjou (Praha)
- ZLATÉ PORTY (udělovaly se poprvé)
  - Jan Čapek-Krisťák
  - Kapitán Kid
- ČESTNÁ UZNÁNÍ POROTY
  - Bobři (České Budějovice)
  - Orátoři (Praha)
  - Stopa (Pardubice)
  - Duha (Mirošovice)
- UZNÁNÍ POROTY
  - Příboj (Brno)
  - Výlety (Hradec Králové)
- AUTORSKÁ SOUTĚŽ

1. neuděleno
2. Kapitán Kid – Bublifuk, Ruty šuty
3. Jarmila Koblicová – Co je to píseň, Josef Jakl – Balada o sněhové vločce

## Olomoucké Porty
Desátý ročník byl sice v Ústí hodnocen kladně, ale asi ne tak, aby si zde Porta zasloužila zakotvit. O další ročníky se postarala dle mínění mnoha účinkujících i diváků pohostinná Olomouc.

### 1977
Krajských kol se zúčastnilo přes 250 soutěžících a 48 jich postoupilo do finále. Na svou premiéru byla hala Dukly Olomouc připravena dokonale. V hale byla umístěna dvě pódia proti sobě, a z tohoto důvodu byl čas mezi jednotlivými účinkujícími omezen na minimum. Zároveň se povedlo udělat atraktivní dekorace. Jedinou vadou na kráse tohoto ročníku bylo nevyhodnocení autorské soutěže z technických důvodů.
Výsledky
- PORTY
  - Brontosauři (Praha)
  - Pytlík Pepy Kadeřábka (Praha)
  - Slzy (Praha)
  - Variace (České Budějovice)
  - V modrém stínu (Frýdštejn)
- ZLATÉ PORTY
  - Fešáci
  - Volupsije
  - Stopa
  - Kantoři,
  - František a Jan Nedvědovi
- ČESTNÁ UZNÁNÍ POROTY
  - Bobři
  - Wyjou, Roháči
  - Country expres
  - Topas
  - Verumka
  - Zvonky
- UZNÁNÍ POROTY
  - Vyprahlo
  - Dostavník
  - Sasanky
  - Duha
  - Nezmaři
  - Vidouc
  - Vodáci

### 1978
Krajských kol se účastnilo cca 200 soutěžících a do finále jich postoupilo cca 40. V Olomouci se projevily potíže s kapacitou haly a také ubytováním návštěvníků. Do autorské soutěže tento rok přispělo 62 autorů a počet odevzdaných textů byl 153. Na tomto ročníku zazněl legendární koncert všech účastníků Porty, kdy 16 kytar, mandolína, 4 basy a několikasetčlenný vokální sbor v podání všech diváků zahrál 27 písniček.
Výsledky:
- INTERPRETAČNÍ PORTY
  - Bobři (České Budějovice)
  - Průdušky (Teplice)
  - Brontosauři (Praha)
  - Topas (Pardubice)
  - Nova (Luby u Chebu)
  - Piknik (Karlovy Vary)
- AUTORSKÁ SOUTĚŽ

1. Meditace – Ivo Viktorin a Karel Markytán
2. Podzimní vítr – Jarda Škopek
3. Jak se rodí den – Radovan Píša a Jan Slabý

- CENA DIVÁKŮ
  - Brontosauři
- ČESTNÁ UZNÁNÍ POROTY
  - Duha
  - Falešní Hráči
  - Lokálka
  - Originál Banjo Band
  - Verumka
- UZNÁNÍ POROTY
  - Grošáci
  - Máci
  - Roháči
  - Vodáci

### 1979
Oblastních kol probíhajících v Českých Budějovicích, Kutné Hoře, Tuřanech, Zábřehu, Pardubicích, Praze, Citicích a Děčíně se účastnilo 214 soutěžících. Výjimečný rok zažila autorská soutěž do které bylo přihlášeno 194 písniček a počet autorů se přiblížil stovce.
Výsledky
- INTERPRETAČNÍ PORTY
  - AG Flek (Gottwaldov)
  - Lokálka (Hradec Králové)
  - Falešní hráči (Olomouc)
  - Bobři (České Budějovice)
  - Studio PF (Česká Lípa)
  - Topas (Pardubice)
  - Skupina bratří Ebenů (Praha)
- MALÉ PORTY
  - Panenky (České Budějovice)
  - Duha (Mirošovice)
  - Heuréka (Praha)
  - Prozatím (Praha)
  - Gorgony (Ústí nad Labem)
- ZELENÉ PORTY
  - Rackové
  - Entuziasté
  - Cop
  - Cestáři
  - Úsvit
  - Máci
- ZLATÉ PORTY
  - Wabi Daněk
  - Miloslav Jakub Langer
  - Michal Jupp Konečný
  - Spirituál kvintet
- AUTORSKÉ PORTY
  - Šťastné dětství – Ivana Proschová
  - Motýlí křídla – Vojta Kiďák Tomáško
  - Krásy kamarád – Radovan Píša a Jan Slabý

## Porta v Sokolově

### 1980 Sokolov
O tom, že čtrnáctá Porta bude v Olomouci po jejím ukončení snad nikdo z organizátorů nepochyboval, ale mocní byli jiného názoru a Porta se tento rok uskutečnila jen díky neuvěřitelnému nasazení po obdržení nabídky ze Sokolova, který Portu zachránil již jednou v roce 1972. Celé finále se podařilo zorganizovat během 4 týdnů, což bylo při tehdejších komunikačních možnostech skoro neuvěřitelné.
Výsledky:
- INTERPRETAČNÍ PORTY
  - Cop (Plzeň)
  - Heuréka (Praha)
  - Flek (Gottwaldov)
  - Smolaři (Praha)
  - Studio PF (Česká Lípa)
  - Ultramarin (Plzeň)
  - Zřídlo (České Budějovice)
- MALÉ PORTY
  - Louisiana (Praha)
  - Máci (Kladno)
  - Newyjou (Praha)
  - Sasanky
  - Topas (Pardubice)
- ZELENÉ PORTY
  - Habr
  - Ptáci
  - Tulačky
- ZLATÉ PORTY
  - Pavel Bobek
  - Jaroslav Studený
- AUTORSKÉ PORTY
  - Podzimní zpráva – Robert Vondráček (Smolaři)
  - Všemu, co máš rád – Radovan Píša a Jan Slabý
  - Nádraží – Jiří Polák

## Plzeňské Porty
K patnáctým narozeninám čekal Portu hezký dárek a po období střídání českých a moravských měst jako míst pro finále přišla éra plzeňská. To už měl festival novou generaci obětavých porťáků, kteří jej tvořili nejméně se stejným zaujetím jako jeho otcové.
Nicméně, kdesi v zákulisí partajních a svazáckých výborů bděli pověření soudruzi nad jeho ideovou čistotou.

### 1981
Tohoto roku musela některá oblastní kola pro velký zájem soutěžících pořádat ještě tzv. předkola, ze kterých postupovali nejlepší do krajských kol. Celkem soutěžilo 230 soutěžících, které vidělo přes 8000 diváků. Plzeňské podmínky byly pro pořádání Porty takřka ideální. Na plzeňském výstavišti našla Porta dobré zázemí a amfiteátr s kapacitou 2500 diváků (později se ukázalo, že se jich tam vejde 3× tolik) a několika dalšími krytými i otevřenými scénami nabízeli úžasné zázemí, na které Porta dlouho čekala. Po několika letech se portovní muzicírování vrátilo tam, kde je mu nejlépe – do přírody, pod širou oblohu. V souvislosti se změnou místa došlo i k dalším úpravám dramaturgického modelu finále, a kdy se počet večerů věnovaný interpretační soutěži snížil na dva a na uvolněný první večer byla zařazena autorská soutěž. Mimo muzicírování byla připravena výstava 15 let Porty a komponované pořady Snídaně v modré trávě. Závěrečný koncert zhlédlo více než 7000 diváků.
Porta v tomto ročníku měla vůbec prvního zahraničního hosta. Byla jím ruská písničkářka Žanna Bičevská, pokračovatelka Okudžavy a Vysockého. Vystoupila jednak sama s kytarou a jednak se Spirituál kvintetem. Společně divákům na Portě zazpívali i spirituál Jednou budem dál, který se později stal součástí dějin: zpíval se na Národní třídě a na téměř všech demonstracích roku 1989
Výsledky:
- INTERPRETAČNÍ PORTY
  - Průdušky
  - Plíharmonyje
  - Popelky
  - Hop Trop
  - Cop
  - Bratři Ebenové
- MALÉ PORTY
  - Heuréka
  - Sebranka
  - Kanafas
  - Bluegrass Nova
  - Poutníci Brno
- ZLATÉ PORTY
  - Milan Rambousek
  - Vojta Kiďák Tomáško
  - Příboj
- AUTORSKÉ PORTY
  - Ročník 47 – Wabi Daněk
  - Stýskání – Marek Eben
  - 'Jenom tak – Vojta Kiďák Tomáško
- ZVLÁŠTNÍ CENA POROTY

Dívce v mercedesu – Wabi Daněk

### 1982
Oslava patnáctých narozenin Porty byla dle reakcí vydařená a proto nedošlo tento rok k významnějším změnám. Jedinou změnou byl vznik Otevřené scény U Sudu za mostem výstaviště. Program na této scéně byl z velké části improvizovaný, sestavovaný z nejoblíbenějších skupin minulého dne. Během finále vznikla v zadní části výstaviště obrazová galerie návštěvníků kreslená křídou na chodníky. Přenosový vůz Čs. rozhlasu se tento rok nastěhoval přímo do areálu výstaviště. V tomto roce natočil Supraphon živou dlouhohrající desku Porta 82. Do autorské soutěže zaslalo 122 autorů 260 písniček. Na nedělní Dvoraně se těsnalo více než 10000 lidí.
Výsledky:
- INTERPRETAČNÍ PORTY
  - Poutníci (Brno)
  - Newyjou (Praha)
  - Nerez (Praha)
  - Bluesberry (Praha)
  - Č.p. 8 (Karlovy Vary)
  - Plíharmonyje (Olomouc)
- MALÉ PORTY
  - Chomouti
  - Nezmaři
  - P.A. Douši
  - Sem Tam
- ZELENÉ PORTY
  - 2+10
  - Ženáči
- ZLATÁ PORTA
  - Ing. Miroslav Černý
- AUTORSKÉ PORTY
  - Cikánská balada – Ivo Jahelka
  - Fotky – Wabi Daněk
  - Přiznání – Lída Vondráková
  - Panenka – Robert Křesťan

### 1983
Tento ročník vstoupila v platnost další změna soutěžního řádu, kdy byla stanovena povinnost na krajské úrovni uspořádat oblastní předkola, ze kterých se postupovalo do krajských kol a odtud do finále. Tato povinnost přinesla omezení počtu postupujících kapel, kdy z krajů do Plzně postoupilo 26 účinkujících. Již druhá Plzeňská Porta začala řešit problém s nedostatkem místa pro diváky, ale na rozdíl od jiných míst Plzeň nabízela řešení v podobě Amfiteátru na Lochotíně do kterého se mělo vejít 11 000 diváků, ale podle některých se tam vešlo skoro 20 000 diváků. Řešení pro třetí ročník bylo tudíž jasné stěhování. Na Lochotín byla přestěhována pouze hlavní část programu, ostatní dění zůstalo na Plzeňském výstavišti. Došlo také k dramaturgickým změnám a začalo prolínání soutěžních kapel s hosty. Díky neustále se zvyšujícímu objemu tisku (tisklo se přes 12 000 kusů) festivalových novin Portýr došlo ke změně způsobu tisku a z Portýra se staly skutečné noviny. Do Lochotínského areálu přijelo na Dvoranu více než 15 000 diváků. Ze živého záznamu byla natočena deska s názvem Porta 83.
Výsledky:
- INTERPRETAČNÍ PORTY
  - Nerez (Praha)
  - Bonsai (Praha)
  - Bluegrass Nova (Loučná nad Desnou)
  - Nezmaři (České Budějovice)
  - Poutníci (Brno)
  - Sem Tam (Týn nad Vltavou)
- AUTORSKÉ PORTY
  - Nevadí – Wabi Daněk
  - Motýlek – Jaroslav Ježek ml.
  - Podobenství o náramcích – Robert Křesťan
  - Akordy – Karel Plíhal

### 1984
Loňského roku se osvědčil model oblastních postupových kol a úroveň postupujících se zvedla. Autorská soutěž zaznamenala další rekord kdy více než 200 autorů přihlásilo 359 písniček. K osmnáctým narozeninám organizátoři Portě připravili mnoho zajímavostí a novinek. První zajímavostí byl koncert poroty ve kterém se představili všichni její členové a dále komponovaný pořad dámy Porty a spousty dalších. Mimo hudební pořady dostalo prostor i divadlo a výuka country tanců. Na Dvoranu se přišlo podívat přes 20 000 diváků a město Portou doslova žilo.
Výsledky:
- INTERPRETAČNÍ PORTY
  - Nezmaři (České Budějovice)
  - Sem Tam (Týn nad Vltavou)
  - Bluegrass Nova (Loučná nad Desnou)
  - Bonsai (Praha)
  - Máci (Praha)
  - Janoušek – Vondrák (Brno)
- AUTORSKÉ PORTY
  - Amazonka – Jaroslav Samson Lenk a Ladislav Huberťák Kučera
  - Postel – Karel Tampier
- ČESTNÁ UZNÁNÍ POROTY
  - Classic Newgrass Quartet (Brno)
  - Hlavolam (Olomouc)
  - HB Stop (Břeclav)
- OSOBNOST PORTY 84
  - Jarek Nohavica

### 1985
Tento rok se uskutečnilo 37 kol a předkol, kterých se účastnilo 437 účinkujících z nichž 29 postoupilo do finále. Žánrově se prosazoval v oblastních kolech výrazně folk. Plzeňské finále začalo již ve středu a přineslo spoustu vynikajících vystoupení. Mezi zajímavosti tohoto ročníku patřilo předsevzetí hudebního vydavatelství Panton, že vyrobí desku nahranou na koncertu Porty a za 24 hodin bude tato deska v Plzni k dispozici zájemcům o její koupi. Tento nápad se vydařil a byla to deska natočená v rekordně krátkém čase. Deska se vyráběla v Gramofonových závodech v Loděnici. Díky této události vešla Porta 1985 do českých vydavatelských dějin. Do autorské soutěže bylo přihlášeno 157 autorů a 336 písniček.
Výsledky:
- INTERPRETAČNÍ PORTY
  - E.F.S. (Plzeň)
  - Katalog (Chlumec)
  - Máci (Praha)
  - Ozvěna (Brno)
  - Povijan (Svitavy)
- AUTORSKÉ PORTY
  - Kuchyňské rituál blues – Slávek Janoušek
  - Člověk je jak den – Ivan Huvar a Roman Venclovský
- ZLATÁ PORTA
  - Poutníci
- DIVÁCKÉ HLASOVÁNÍ
  - Skupina: Máci
  - Píseň: Kdo ví co bude pak' – Jaroslav Samson Lenk
- OSOBNOST PORTY 85
  - Ivo Jahelka
- ČESTNÉ UZNÁNÍ POROTY
  - Točkolotoč (Svitavy)

### 1986
Na dvacátý ročník se celý štáb pečlivě připravoval. Příprava byla znát i na oblastních kolech, které byly tento rok plné komponovaných pořadů na nejrůznější tematiku, country bálů, výstav a dalších doprovodných akcí. Prakticky všechna kola měla své festivalové noviny Portýr. Do finále postoupilo 28 účinkujících. Finálové dění začalo 1. července (úterý), kdy Supraphon natočil desku Porta 86. Mimo této nahrávky, která sice nebyla v prodeji za 24 hodin, ale "až" v pátek, ještě vydavatelství natočilo dvoudesku 20 let Porty sestavenou ze živých nahrávek pořízených za celou dobu trvání Porty. Tohoto roku byla vysílána Porta živě v pořadu Radioporta a Mikroforum. Na závěrečné Dvoraně se tísnilo v areálu přes 20000 návštěvníků.
Výsledky:
- INTERPRETAČNÍ PORTY
  - Barel Rock (Brno)
  - Ozvěna (Brno)
  - Točkolotoč (Svitavy)
  - Povijan (Svitavy)
  - Katalog (Chlumec)
  - Ucho (Vyškov)
  - Kos – Lysáček (Gottwaldov)
- AUTORSKÉ PORTY
  - Co zbejvá – Miki Ryvola
  - Blues o hvězdě – Petr Rímský
  - Letiště – Vlasta Redl
  - Ptačí song – Ivan Huvar a Roman Venclovský
- ZLATÉ PORTY
  - Josef Mlok Grim
  - Hop trop
  - Pavel Žalman Lohonka
  - Vladimír Merta
  - Jaroslav Daniel Navrátil
  - Václav Souček
- DIVÁCKÉ HLASOVÁNÍ
  - Skupina: Ucho
  - Píseň: Nezralé maliny – Kapitán Kid
  - Osobnost Porty 86: Kapitán Kid
- ČESTNÁ UZNÁNÍ POROTY
  - Kliďánko Náchod
  - Bosá pointa Brno

### 1987
Porta se díky své navštěvovanosti stala zajímavým objektem pro hudební vydavatelství, noviny, časopisy i rádia. Díky známosti Porty se do médií dostávala folková, trampská a country hudba. Mnohdy se stávalo, že oblastní kola byla pro rozvoj této hudby důležitější než finále. Finále už pro mnohé nebylo pouze vyvrcholením oblastních a krajských kol, ale svátkem hudby. Do autorské soutěže se přihlásilo 147 soutěžících a počet zaslaných příspěvků byl 428. Finále proběhlo podle podobného schématu jako loňského roku. Statisticky řečeno na tomto finále vystoupilo 100 kapel což představuje 650 muzikantů, kteří vystoupili na sedmi scénách a pořady provázelo 11 moderátorů.
Výsledky:
- INTERPRETAČNÍ PORTY
  - Barel Rock (Žďár nad Sázavou)
  - Blanket (Praha)
  - Cop (Plzeň)
  - Fleret (Vizovice)
  - Kamelot (Brno)
- AUTORSKÉ PORTY
  - Napsal jsem jméno své na zdi – Robert Křesťan
  - Jonatán – Jaroslav Samson Lenk, Ladislav Huberťák Kučera a Jaromír Šroub Vondra
- DIVÁCKÉ HLASOVÁNÍ
  - Skupina: Barel rock
  - Píseň: Napsal jsem jméno svý na zdi – Robert Křesťan
  - Osobnost Porty 87: Jaroslav Samson Lenk
- ZVLÁŠTNÍ OCENĚNÍ POROTY
  - Duo Potemník
  - Damijan
  - Hana Černohorská (HB Stop)
  - Jiří Böhm (Bárka)

### 1988
Tento rok byla stanovena další změna soutěžního řádu týkající se hlavně autorské soutěže. Hlavní změnou bylo omezení maximálního možného počtu odevzdaných písní na dvě. Díky tomu odevzdalo 105 autorů 210 písní. V interpretační soutěži postoupilo z oblastních do krajských kol 131 soutěžících z nichž se 24 probojovalo do finále. Na Lochotíně v Plzni se tísní přes 30 000 lidí. Tento rok bylo Supraphonem zhruba měsíc před konáním finále nahráno album Porta 88, které vznikalo na základě výběru v krajských kolech.
Výsledky:
- INTERPRETAČNÍ PORTY
  - Někde jinde (Gottwaldov)
  - Folk-lór (Olomouc)
  - Duel (Jablonec nad Nisou)
  - Tyrkys (Ostrava)
  - Damijan (Olomouc)
  - Střepy (Jihlava)
- AUTORSKÉ PORTY
  - Křídla a kopyta – Petr Rímský
  - Konvička – Jaroslav Matějů a Josef Štross
  - Bráchovi – Roman Horký
- DIVÁCKÉ HLASOVÁNÍ
  - Skupiny:

1. Klíč
2. Cop
3. Kamelot

- - Píseň: Jen tak dál – Vojta Kiďák Tomáško
  - Osobnost Porty 88: Kapitán Kid
- ČESTNÁ UZNÁNÍ POROTY
  - Jaromír Joo
  - Milivoj Hanslian (Blues Harp)

### 1989
Tento rok byl pro Portu velmi zvláštní. Opět byl dlouze projednáván soutěžní řád. Zaznívaly hlasy o zachování současného modelu, zrušení soutěže, nebo návratu k rozdělení dle žánrů. Nakonec byla vybrána verze dělící soutěžící dle žánrů, ovšem to nebyl úplně jednoduchý úkol, neb mnoho kapel se nedalo jednoznačně zatřídit. Mimo těchto změn se objevily snahy Portu rozšířit i na Slovensko a propojit s novým festivalem politické písně Polifest. Další změnou bylo zrušení samostatné autorské soutěže. Porta se tak stala soutěží autorsko-interpretační. Oblastních kol se změna netýkala, a tak se první problémy objevily při postupu 132 účinkujících do krajských kol. V některých krajských kolech porota nenašla tak kvalitní skupiny, aby mohli postoupit do finále. Autorsko-interpretační soutěž proběhla opět v Plzni na výstavišti a na Lochotíně a její atmosféra předpovídala události z podzimu tohoto roku.
Výsledky:
- TRAMPSKÁ PÍSEŇ
  - Pohoda (Chrudim)
- FOLK
  - Povijan (Svitavy)
- COUNTRY
  - Blues Harp (Velké Němčice)
- DIVÁCKÁ PORTA
  - Piano (Olomouc)
- DALŠÍ PORTY
  - Piano (Olomouc)
  - Duo Ťuk (Žamberk)
  - Mosty (Brno)
- ČESTNÁ UZNÁNÍ POROTY
  - Pojjazie (Brno)
  - Blanka Šurková (Notabene)
  - Miluše Hrdličková (M+L)

### 1990
Společenské změny v roce 1989 přinesly první těžkosti. Původní organizátoři festivalu z Ústí na Labem požadovali, aby se Porta vrátila do místa svého vzniku. Ale pracovníci ústředního aparátu SSM, teď už bývalí, se nehodlali festivalu vzdát. Nechali si na Úřadu průmyslového vlastnictví chránit ochrannou známku Porta a založili občanské sdružení Porta. Významná skupina organizátorů v čele s dramaturgem Michalem Juppem Konečným od Porty odchází a zakládá festival Zahrada ve Strážnici, který se následně svým rozsahem dá s Portou srovnat. Zároveň zakládá hudební měsíčník FOLK a COUNTRY. Porta tím ztrácí řadu organizátorů, ale větším problémem je vzniklá dualita, která ve větší nebo menší míře trvá dodnes. V Plzni se dál koná Porta, v Ústí nad Labem Interporta (později přejmenovaná na Trampskou Portu. SSM už je zrušeno, což je dobře pro svobodu tvorby, ale vzniká otázka, jak se bude financovat festival v Plzni a zejména oblastní a krajská kola. Předkola byla rozdělena do čtyř kategorií folk, country,trampská píseň a písničkáři. Zároveň byla znovu vyhlášená autorská soutěž. Díky nadšencům a penězům, které se povedlo získat ještě od SSM se i tohoto roku uskutečnila oblastní kola, ze kterých do krajských kol postoupilo 129 účinkujících. Podoba finále se oproti minulým letům změnila a Porta dostala nového dramaturga. Při finálových koncertech nerozhodovala porota ale diváci, koncerty na Lochotíně byly postaveny dle žánrů. Do autorské Porty přišlo přes 250 příspěvků ze kterých bylo do finále vybráno 12. Desku Porta 90 vydalo vydavatelství Porta, které bylo prvním podnikatelským počinem vzniklého Sdružení Porta.
Výsledky:
- FOLK
  - Folktrio (Liberec)
- TRAMPSKÁ PÍSEŇ
  - Roháči (Loket nad Ohří)
- COUNTRY
  - Modrotisk (Jablonec nad Nisou)
- AUTORSKÁ PORTA
  - Omnia vincit amor – J. Marian a P. Baštar
- ZLATÁ PORTA
  - Roháči (Loket nad Ohří)

## 1991 – 2002 Období dvou Port (Plzeň a Ústí nad Labem)
Nastává dělení festivalu. Zakladatelé chtějí Portu dostat zpět do míst založení a Ústí znovu hraje a zpívá portovní muziku. Pořadatelé v Plzni ale připravují dále Portu v Plzni. Plzeňští si nechávají zaregistrovat název Porta a proto se v Ústí odehrává Interporta. Do hry se vrací i ČTU, která opět pořádá oblastní kola. Z pořadatelů festivalů se stávají dva nesmiřitelné tábory.

### 1991
I když název Porta si zaregistrovalo Sdružení Porta a "plzeňský" tábor se zdál svolnější k vyjednávání, objevovaly se snahy některých novinářů i hudebníků o převedení názvu Porta do Ústí nad Labem, to se ale nepovedlo a proto se v Ústí nad Labem odehrála Interporta.
 PORTA Plzeň
V tomto roce přišly další úpravy soutěžního řádu Porty. Sdružení Porta se stalo jediným pořadatelem finále v Plzni. Tento rok se změnila i dramaturgie. Finále proběhlo od 3. do 5. července. Večerní koncerty byly vyhrazeny pořadu Zvukové dějiny Porty, kde si zahráli držitelé Port od roku 1967 až 1990, sobota pak patřila Dvoraně. Koncerty interpretační soutěže jsou členěny dle žánru a o každém žánru rozhoduje jiná porota. Na festivalu byl patrný pokles návštěvnosti. Amfiteátr výstaviště byl po celou dobu trvání Porty dějištěm komponovaných pořadů jednotlivých krajů. Díky poklesu návštěvnosti (vzniklo velké množství nových akcí a někteří jejich pořadatele Portě nedokázali přijít na jméno) bylo potřeba začít hledat peníze na pořádání oblastních kol u sponzorů a pro Portu tak začala úplně nová doba.
Výsledky
- FOLK
  - Jarmark (Hodonín)
- TRAMPSKÁ PÍSEŇ
  - Pražce (Praha)
- COUNTRY
  - Vabank Unit (Praha)
- DALŠÍ PORTY
  - Eva Henychová (Zlín)
- ZLATÉ PORTY
  - Jaroslav Hutka
  - Karel Kryl
  - Jarek Nohavica
  - Karel Plíhal
  - Jaroslav Ježek ml. (in memoriam)
  - Irena Silence Přibylová
  - Jiří Černý
  - Petr Benesch
  - Zdeněk Friedl
- ČESTNÁ UZNÁNÍ POROTY
  - Dekorace
  - Therne čhave
  - Trdlo
  - Kurzy šití
  - Sluníčko
- ZVLÁŠTNÍ OCENĚNÍ POROTY
  - Mirek Urbaník (Drops)

Ústí nad Labem
- Hlavní trofej
  - Sekvoj Praha
- Za přínos trampské písni a tvorbě
  - Strejdové Bukovany
- Divácká porta
  - Náplava Ústí nad Labem
- Miss Trampské Porty 91
  - Sabina Obrová, F.T.Prim Brno

### 1992
PORTA Olomouc
Došlo k přesunu Porty z legendární Plzně a pro "pravou" Portu začíná druhé období stěhování. Zájem o pořádání Porty mají v Olomouci a Brně. Rozhodnutí zní letos Olomouc a příští rok Brno. Toto období je charakteristické častými změnami ve vedení Sdružení Porty, které potrvají ještě několik dalších let a festivalu nepřinesou příliš dobrého. Dramaturgie se opět změnila a soutěžní vystoupení se prolínala s vystoupením hostů. Tento model se odehrává i na současných ročnících. Samostatný koncert měla pouze autorská Porta. Finálové dění se odehrávalo v letním kině a v krytých prostorách. Stejně tak jako loňský rok se projevil pokles návštěvnosti, Portu vidělo 9000 diváků.
Výsledky
- INTERPRETAČNÍ PORTY
  - Maskara (Brno)
  - Jen tak (Liberec)
- AUTORSKÁ PORTA
  - Doma v pokoji – Pavel Lipták – skupina Corpus Delicti (Praha)
- ZLATÁ PORTA
  - Klíč (Praha)
- INTERPRETAČNÍ PORTA
  - Náplava (Ústí nad Labem)
- AUTORSKÁ PORTA
  - Trepka (Nejdek)
- DIVÁCKÁ PORTA
  - Ozvena (Senica)

 Ústí nad Labem
Ústecká Interporta se rozhoduje zaměnit předponu inter za přídavné jméno Trampská. Ne snad proto, že by na festivalu zněly výhradně písně trampského žánru, ale proto, že trampové jsou v převážné většině jeho pořadateli. I na Ústecké Portě byl patrný pokles návštěvnosti oproti prvnímu ročníku. Program zhlédlo dle dostupných zdrojů asi 300 platících diváků.
Výsledky
- Interpretační porta
  - Sekvoj Praha
- Autorská porta
  - Talizman Spišká Nová Ves
- Divácká porta
  - Náplava Ústí nad Labem
- Miss Trampské Porty 92
  - Lenka Davidová (Prťa, F.T.Prim Brno)

### 1993
PORTA Brno
Minulý ročník opět skončil finančním schodkem a tudíž bylo nutné o jeho uskutečnění jednat už po ukončení ročníku předchozího. Sdružení Porta touto dobu nebylo v příznivé finanční situaci a stálo před rozhodnutím vyhlásit bankrot. Na zasedání Rady sdružení bylo rozhodnuto o volbě nového předsedy sdružení, kterým se stal František Linhárek (producent a dlouholetý člen skupiny Poutníci), zároveň bylo rozhodnuto o přestěhování sekretariátu sdružení do Brna. Nový předseda působil ve své funkci velmi krátce a proto ještě před uskutečněním finále byl novým předsedou zvolen Petr "Balík" Vohnout. Oblastní kola tohoto roku byla přejmenována na základní kola. Systém základních a osmi regionálních kol prošlo více než 1700 muzikantů a do finále jich postoupilo 47. Zájem soutěžících o Portu byl, ale horší to bylo se zájmem diváků. Na konci finále valná hromada členů Sdružení Porta odhlasovala další stěhování.
Výsledky
- FOLK
  - Spolektiv (České Budějovice)
- TRAMPSKÁ PÍSEŇ
  - F.T. Prim (Brno)
- COUNTRY
  - Nová sekce (Praha)
- PÍSNIČKÁŘI
  - Standa Kahuda (České Budějovice)
- AUTORSKÁ PORTA
  - Píseň o spánku – Dan Holk a Jan Nedvěd ml.
- ČESTNÁ UZNÁNÍ POROTY
  - Trdlo (Pardubice)
  - Minehava (Praha)
  - Madalen (Bohuslavice)
  - Jiří Mašek – píseň Host

 Trampská Porta
Výsledky
- Interpretační porta
  - Tramp evergreen band Brno
- Autorská porta
  - Ozvena Senica
- Divácká porta
  - Auris Praha
- Miss Trampské Porty 94
  - Marta Sládková (Pinďa, Rosa Litomysl)

### 1994
Základní kola začala probíhat již na podzim roku 93 a na jaře 94 se odehrála kola regionální. Do finále postoupilo 41 kapel a písničkářů. Přesně po dvaceti letech se Porta podívala do Svitav a hlavní dění se odehrálo v areálu Cihelna. Tento rok se volila Miss Porta, tradiční volba, kdy volili dotyčnou redaktoři Portýra se ale nekonala. Letošní Miss musela zpívat, tančit a balit US tornu, výkony pak posuzovala odborná porota vedená Wabi Daňkem.
PORTA Svitavy 
 Výsledky
- INTERPRETAČNÍ PORTY
  - Proč ne
  - Pink folk
  - Taburet
  - Náhoda
- AUTORSKÁ PORTA
  - Schody – Jiří Mašek
- MISS PORTA 94
  - Lída Kučerová (Svitavy)

### 1995
PORTA Plzeň 
Dochází k posunutí termínu festivalu Zahrada (pod vedením bývalého dramaturga Porty Michala Konečného). Na tuto změnu termínu nereagovali účinkující ani diváci pozitivně. Kde byla tehdy chyba, dnes už nikdo nezjistí a panují zde různé názory, ale žánru "naší " muziky to jistě neprospělo. Tato Porta zaznamenala rekordní počet zájmu ze strany hudebních souborů. Bylo jich cca 370 ze kterých bylo na doporučení porot vybráno 36. Přichází návrat do Plzně, tentokráte ne do Lochotína, ale na Plzeňské Výstaviště, které na pár let poskytlo Portě útočiště. Hlavní scénou byl amfiteátr Výstaviště. V areálu se nacházeli další 3 scény na kterých probíhaly recitály. Po ukončení hlavního večerního programu probíhaly noční country bály. Po ukončení finále se opět konala valná hromada Sdružení Porty, na které se dosavadní předseda sdružení vzdal funkce a zvolen byl Peter Stuchlík.
Výsledky
- FOLK
  - Spolu od sebe (Cheb)
- TRAMPSKÁ PÍSEŇ
  - Puška Family (Praha)
- COUNTRY
  - Madalen (Zábřeh)
  - Freegrass (Pardubice)
  - M.O.C. (Brno)
- CENA POROTY
  - Čhave Jilestar
- UZNÁNÍ POROTY
  - Náhoda (Praha)
  - Starý mlejn (Ostrava)
  - Brzdaři (Olomouc)
  - Jaroslav Kužela (Žízeň)
  - Karel Slavík (Bez not)

Trampská Porta 
Výsledky
- Interpretační porta
  - Čtyřlístek Teplice
- Autorská porta
  - Ozvena Senica
- Divácká porta
  - Auris Praha
- Miss Trampské Porty 95
  - Soňa Kočandrlová (Fregata Plzeň)

### 1996
Rok je důležitý ve vzájemném postavení obou festivalů. Mezi pořadateli Trampské Porty a Porty došlo k urovnání sporů a některá oblastní kola začala být pořádána společně pro oba festivaly.
PORTA Plzeň
V oblastních kolech byl opět patrný nárůst počtu soutěžících formací. Počet 390 soutěžících formací je zatím nejvyšší v celé historii Porty. Co se týče hostů se na dramaturgii podepsala kolize s festivalem Zahrada. Celé plzeňské finále provázel vytrvalý déšť a část koncertu se musela odehrát v náhradních prostorách pod střechou. 30. ročník Porty možná nebyl tak honosný jako oslavy výročí předešlých, ale nechybělo mnoho krásných vystoupení a navzdory počasí také dobrá nálada.
Výsledky
- FOLK
  - Madalen (Zábřeh)
- TRAMPSKÁ PÍSEŇ
  - Lístek (Praha)
- COUNTRY
  - Reliéf (Praha)
- PÍSNIČKÁŘI
  - Duo Pohled (Havlíčkův Brod)
- AUTORSKÁ PORTA
  - Jehla – Ivo Cicvárek
- OCENĚNÍ POROTY
  - Čhave Jilestar (Bohumín)
  - Grassband (České Budějovice)
  - Povodeň (Uherské Hradiště)
  - Trepka (Nejdek)

Trampská Porta
Výsledky
- Interpretační porta
  - Auris Praha
- Autorská porta
  - Duo Neférovka a J.Vohaňka
- Divácká porta
  - Čtyřlístek
- Porta klasiků
  - Monsun Brno
- Miss Trampské Porty 96
  - Radka Fišarová (Auris Praha)

### 1997
PORTA Plzeň
Do základních kol se přihlásilo více než 300 kapel i jednotlivců. Finále proběhlo opět na Výstavišti a skládalo ze tří večerních soutěžních koncertů doplněných hosty a závěrečné Dvorany Porty. V areálu výstaviště byly i tři recitálové scény které se oproti minulým letům neprofilovaly žánrově a mimo soutěžích na nich vystupovaly i hosté. Na valné hromadě byl jako předseda sdružení zvolen Josef "Tornádo" Pecl.
Výsledky
- TRAMPSKÁ KATEGORIE
  - Švorc (Kraslice)
- FOLKOVÁ KATEGORIE
  - Trdlo (Pardubice)
- COUNTRY A BLUEGRASS
  - The Log (Haná)
- PÍSNIČKÁŘI A DUA
  - Igor Chižňak
- OCENĚNÍ POROTY
  - Ta Jana z Velké ohrady
  - Mladí a neklidní
  - Víťa Zavadil – baskytarista skupiny Grassband

Trampská Porta Ústí nad Labem
Výsledky
- Interpretační porta za vlastní skladbu
  - Trní Boskovice
- Interpretační porta za převzatou skladbu
  - Poupata Pardubice
- Divácká porta
  - Lístek Praha
- Miss Trampské Porty 97
  - Andrea Neumannová – Poupata Pardubice

### 1998
PORTA Plzeň 
Základními koly prošlo více než 400 skupin a jednotlivců. jihočeské a západočeské kolo bylo společné pro Trampskou Portu i Portu "bez přívlastku". Do finále bylo vybráno 45 soutěžících. Hrálo se opět do noci a po ukončení hraní probíhaly country bály. Koncerty Porty tohoto roku navštívilo přibližně 12000 diváků. Co se týče hudební dokumentace společnost Bonton vydala sérii nazvanou Porta na CD a kazetách, která přibližovala dění na Portách od samého začátku až po současnost.
Výsledky
- TRAMPSKÁ KATEGORIE
  - Trepka Chodov
- FOLKOVÁ KATEGORIE
  - Madam Česká Třebová
  - Mrakoplaš Praha
- COUNTY A BLUEGRASS
  - Grátis
- UZNÁNÍ POROTY
  - Kvítka – za perspektivní výkon
  - Kvokál – za vyspělý vokální projev
  - Qvetzalcoatl – za vynikající aranžmá
  - Ta Jana z Velké ohrady – za přínos k vývoji žánru
  - Jindra Kejak – za píseň Míšeň
  - AJeTo – za píseň Houpám
  - Kejklíři – zvláštní pochvala poroty

Trampská Porta Ústí nad Labem
Výsledky
- Interpretační porta
  - Načas Blatná
- Autorská porta
  - Načas Blatná
- Divácká porta
  - Podivín Praha
- Miss Trampské Porty 98
  - Petra Švihálková – Přístav Brno

### 1999
PORTA Plzeň 
Soutěže v oblastech se zúčastnilo 444 skupin a jednotlivců. Finále proběhlo opět v areálu Výstaviště. Tento rok finále přálo počasí a pršet začalo těsně po ukončení všech koncertů. Jinak se v organizaci nic nezměnilo. Zatím co v interpretační soutěži bylo mnoho adeptů na vítěze, v autorské soutěži stejně jako loňského roku porota nevybrala žádný příspěvek.
Výsledky
- INTERPRETAČNÍ PORTY
  - Dr. Rudolf Vomiště (Děčín)
  - Grassband (České Budějovice)
  - Jindra Kejak (Chomutov)
  - Magison (Praha)
  - Natalika (Brno)
  - Rampa music (Šumperk)
- AUTORSKÁ PORTA
  - neudělena
- OCENĚNÍ POROTY
  - J.Petr (V.I.S Petra Kuldy) – interpretační ocenění za flétny
  - Petr Pololáník – za původní tvorbu a interpretaci
  - Tomáš Kočko – autorské ocenění

Trampská Porta Ústí nad Labem 
Výsledky'
- Interpretační porta
  - Magison Praha
- Autorská porta
  - Jarabáci Praha
- Divácká porta
  - Kvokál Praha
- Miss Trampské Porty 99
  - Míla Kučerová – Ryby Brno

### 2000
PORTA Plzeň
V soutěži v krajích účinkuje přes 400 kapel i sólistů, počet postupujících do finále byl 42. Finále proběhlo ve dnech 5.7. – 8.7. na tradičních místech na Výstavišti Plzeň. Ani tentokráte nechybí vydatná bouřka. Portovní hraní koncem finále letos nekončí, protože Sdružení Porta připravilo podzimní Ozvěny Porty na farmě Bolka Polívky tzv. Portování u Bolka aneb Ozvěny Porty. Portování se účastní 24 skupin a sólistů. Jako dokumentace dění na Portě se nahrává živé CD Porta 2000 a dění na Ozvěnách připomíná CD Ozvěny Porty 2000.
Výsledky
- INTERPRETAČNÍ PORTY
  - Manon 15 (Praha)
  - Žofie Kabelková (Jihlava)
  - Přístav (Brno)
  - Faktor (Ústí nad Labem)
  - Kaluže (Hostinné v Podkrkonoší)
- AUTORSKÁ PORTA
  - Kdo ví – Duo Easy
- OCENJĚNÍ POROTY
  - Pavla Pašková (Messalina) za zpěv
  - Jakub Linhart (Jauvajs) – virtuózní hra na zobcovou flétnu
  - Tempo di vlak – interpretace přispívající k rozvoji tradiční trampské písně
  - Jeroným Lešner
  - Petr Makula

 Trampská Porta Ústí nad Labem 
Výsledky
- Interpretační porta Magison
- Autorská porta Kvokál s písní Když svatí spinkaj
- Divácká porta Magison
- Zvláštní ocenění
  - Přístav – přínos moderní trampské písni
  - Natálie Velšmídová – mimořádný interpretační výkon
- Miss Trampské Porty 2000
  - Mirka Menšíková z Magisonu

### 2001
Tento rok se povedlo vybudovat širokou strukturu soutěže v celé republice a na Slovensku. Mimo západočeského a jihočeského kola se postupně spojují i další kola a pořádají se společně jak pro Portu, tak pro Trampskou Portu.
 PORTA Plzeň
Ozvěny Porty se konají na farmě v Olšanech hned na jaře i na podzim. Soutěž opět graduje v Plzni na Výstavišti. Proběhla generační obměna štábu a Porta i Ozvěny Porty se staly součástí festivalů Kozel Tour. Soutěžní formace dostávají více prostoru ve finále a Plzeňská Porta zpívá každý den do rána. Poslední večer se strhla bouře a Dvorana se na rychlo stěhuje do pavilonu, kde je srdečná a nádherná atmosféra. Bohužel začínají prosakovat první zprávy o uzavření výstaviště, kde Porta nalezla zázemí pro svá finále v posledních letech.
Výsledky
- INTERPRETAČNÍ PORTY
  - Jewelci (Znojmo)
  - Přístav (Brno)
  - P.R.D.I. (Praha)
  - U – Style (Děčín)
- AUTORSKÁ PORTA
  - Píseň Podvečer – TAH (Moravský Krumlov)
- OCENĚNÍ POROTY
  - Ryby (Brno)
  - Jeroným Lešner (Řež)
  - Petr Makula (Ostrava)
  - Kajkery (Frýdek-Místek)

Ústí nad Labem
Výsledky
- Interpretační porta
  - Přístav
  - Na pár chvil
- Autorská porta Jeroným Lešner – Zvukařská
- Divácká porta Přístav
- Zvláštní ocenění
  - Jeroným Lešner za instrumentální umění
  - Svítáni za vokální instrumentaci písně Chilli con carne
- Miss Trampské Porty 2001 Marcela Andrlová – Na pár chvil

### 2002
PORTA Plzeň
Už během roku se hovoří o uzavření výstaviště a konci Porty v Plzni a plný amfík s tím nic nenadělá. Průběh finále nezaznamenal letos větších změn. Opět se hrálo na hlavní scéně v amfiteátru Výstaviště a třech scénách v jeho areálu. Srpnové povodně pak zkázu výstaviště dokonaly.
Výsledky
- INTERPRETAČNÍ PORTY
  - Douda band (Ostrava)
  - Drive (Brno)
  - Lucie Faltýnková (Brno)
  - Strašlivá Podívaná (Plzeň)
- AUTORSKÁ PORTA
  - Nikdy jsem nevyhrál Portu – Roman Špilínek (Český Krumlov)
  - Rozbíjení džbánu – Jeroným Lešner (Řež u Prahy)
- ZLATÉ PORTY k 35. výročí Porty
  - Miki Ryvola
  - Kapitán Kid
  - Mirek Vlasák za zásluhy o Portu (člen štábu Porta)

 Trampská Porta
Výsledky
- Interpretační porta
  - Vltavín – Liberec
  - Tempo di vlak – Ostrava
- Autorská porta: Petr Pololáník za píseň Sandály
- Divácká porta: Lístek – Praha
- Miss Trampské Porty 2002 – Zdena Němcová – sourozenci Němcovi
- čestné uznání
  - vokální výkon – zpěvák skupiny Country jam
  - instrumentální výkon – Slovenska kapela Lekra

## 2003–2006 Období dvou Port (Jihlava a Ústí nad Labem)
Plzeňská Porta se stěhuje do Jihlavy. Porta v Ústí se odehrává bez větších změn. Dochází k dalšímu propojování oblastních kol a začíná se hovořit o možné spolupráci obou Port.

### 2003
PORTA Jihlava 
Po loňském posledním roce v Plzni, přichází na řadu jihlavská éra. V Jihlavě byla Porta přijata celkem kladně, bohužel pro Portu jen dočasně. Co se týče diváků jejich počet byl menší než v Plzni a tento pocit umocňovala rozlehlost jihlavského Letního kina. První ročník "Jihlavské" Porty ještě nebyl co se dokonalosti areálu týče ideální, ale jsou přislíbeny velké změny v celém letním kině. Mimo hlavní scény se hraje ještě na dvou dalších denních scénách, které od sebe nejsou příliš vzdálené a navzájem se ruší. Kladně je hodnocena možnost příjezdu autem a možnosti ubytování. Pro toho, kdo přijel vlakem je areál poměrně hodně vzdálen. Co se týče zázemí pro štáb a účinkující zde bylo co vylepšovat, to se ale mělo v následujícím roce vylepšit.
Výsledky
- INTERPRETAČNÍ PORTY
  - Lístek (Praha)
  - Kajkery (Frýdek-Místek)
  - Kvinta (Litvínov)
  - Pod kloboukem Bossa (Brno)
  - Rovnátka (Břeclav)
- AUTORSKÁ PORTA
  - Jarda Holan Praha – písnička Všechno ti dám
  - Ing. Josef Chylík z Vyškova – písnička Něha
- OCENĚNÍ POROTY
  - Sylva Čekalová z Lístku – mistrovská hru na Panovu flétnu
  - Tereza Terčová – zpěv

 Trampská Porta
Výsledky
- Interpretační porta
  - Bezefšeho (ČR)
  - Hrdza (SR)
- Autorská porta
  - Magda Brožková
- Divácká porta
  - Falešná Karta
- Miss Trampské Porty 2003
  - Veronika Rabadová – Hrdza Prešov

### 2004
PORTA Jihlava 
Během roku se Jihlava postarala o rekonstrukci zázemí letního kina a Portě se dostalo nádherných prostor pro štáb, ale také pro hudebníky. Tohoto roku se obnovila tradice vystoupení poroty, kdy jsou při recitálu Petra Rímského přizváni ke společnému hraní moderátoři a za porotu se přidal Ota Maňák s nezapomenutelným Sumertime. Tato aktivita poroty a pořadatelů Porty pokračuje v improvizovaných koncertech dodnes. Tento rok se poprvé vyzkoušel záměr dramaturga Zdenka Schwagera nazvaný model semifinálových scén. Záměr se objevil s úmyslem, aby si na Portě zahrálo více muzikantů. Tento model se ujal a pokračuje dodnes.
Výsledky
- INTERPRETAČNÍ PORTY
  - Bezefšeho, Bůhví
  - Giant Mountain's Band
  - Martina Trchová a Karolína Skalníková
  - Vltavín
- AUTORSKÁ PORTA
  - Ajeto
- OCENĚNÍ POROTY
  - Alternativa – za neobvyklou instrumentaci
  - Tereza Terčová – za výrazný vokální projev

 Trampská Porta
Výsledky
- Interpretační porta
  - Přístav – Brno
- Autorská porta
  - Martina Trchová
- Divácká porta
  - Přístav – Brno

### 2005
PORTA Jihlava 
Jedna z denních scén se dostala do vedlejší jihlavské ZOO – Matongo. Nová scéna byla nejen pro "naše" diváky, ale také pro návštěvníky ZOO. Bohužel ani tato snaha neotočila jasný trend snižování návštěvnosti, což se projevovalo i v hodnocení účinkujících. Zároveň začínal být znát ústup zájmu o Portu ze strany místních orgánů, který byl bohužel podporován i politikou tehdejšího vedení festivalu. Výsledek byl pro Portu velmi vážný a to znatelný úbytek diváků i přes skutečnost že letos na Portě vystoupili černoši ze Zimbabwe IYASA a hráč na foukací harmoniku světové třídy Charlie McCoy doprovázený Druhou trávou.
Výsledky
- AUTORSKÁ PORTA:
  - Koubová – Henel (za skladbu Nežárka)
- INTERPRETAČNÍ PORTY
  - Marien
  - My3.avi
  - Nestíháme
  - Koubová – Henel

 Trampská Porta 
Výsledky
- Interpretační a divácká Porta
  - Divozel (Košice, SR)
- Miss Porta
  - Lucie Šteučeková
- Interpretační a autorská Porta
  - MY3.AVI (Praha), vítězná píseň V kůži Oldřicha Nového

### 2006
Krajská kola byla již mnohdy ve spojení se Sdružením pořádajícím Portu a ČTU. Objevuje se hodně nových, mladých kapel.
 PORTA Jihlava
Porta při oslavě svých 40. narozenin věnovala koncert na jihlavském náměstí městu a občanům. Promokli jsme na kost, ale hrálo se s P. Bendem a cimbálovkou. Tento ročník se ovšem jinak do dějin zapíše černým písmem jako ročník málem poslední. Kvůli neochotě tehdejšího vedení Sdružení Porta, které mělo řadu jiných aktivit a na přípravu Porty nemělo čas, nepovedené propagační kampani, neutěšeným vztahům s místními a rozvázání spolupráce s důležitými sponzory, bylo toto finále takřka prosté diváků. Za vzpomínku stojí glosa Wabiho Daňka který při pohledu do hlediště utrousil: No všechno je pro něco dobrý, alespoň nebudou fronty u stánků. V září dochází k volbě nového vedení festivalu, které doufá, že se vše v lepší obrátí.
Výsledky
- AUTORSKÁ: Martin Rous
- INTERPRETAČNÍ: Bodlo, Epy de Mye, BlueGate, Martin Rous
- Zvláštní ocenění poroty:

"Showporta" – Panelákovi fotři
Osobitý projev – sólistka skupiny Divozel – Lucka Horňáková
Cena za novátorství v hudbě a trombon ve folk a country: Lukáš Moravec ze skupiny Do větru.
 Trampská Porta 
Výsledky
- Interpretační Porty
  - Načas (Praha)
  - Marien (Pardubice)
- Autorská Porta
  - Jan Dospiva za píseň Taťána a Oněgin
- Divácká Porta
  - Marien (Pardubice)
- Miss Porta
  - Mirka Králová ze skupiny Toman a lesní panna

## Sjednocená Porta

### 2007
Během podzimu 2006 došlo k volbám ve Sdružení Porta. Dosavadní předseda Josef Pecl nebyl zvolen a nové vedení jej vyzvalo k předání všech potřebných náležitostí. Kvůli velmi špatné komunikaci a složité situaci tak byla Porta 2007 ohrožena. Aby bylo možné situaci zachránit, bylo založeno nové Občanské sdružení Porta (O.S. Porta), jehož předsedkyní se stala Anna Roytová a rozběhla se snaha o záchranu finále Porty. Tohoto roku došlo k dohodě s pořadatelem Trampské Porty v Ústí nad Labem a Českou tábornickou unií a Sdružení Porta, což znamená, že obě Porty se nadále spojují a začalo se připravovat postupné sjednocení dosud soupeřících festivalů. Díky ochotě vedení O.S. Porta propůjčit pořadatelům v Ústí nad Labem název festivalu a všechny záležitosti s tím spojené, proběhlo v Jihlavě České národní finále Porty, jehož vítězové postoupili do Mezinárodního finále Porty v Ústí nad Labem.

#### České národní finále Porty – Jihlava
Kvůli nedořešeným finančním otázkám bývalého pořadatele bylo uspořádání tohoto ročníku velmi problematické. Pořadatelem tohoto ročníku se stalo nově vzniklé O.S. Porta se sídlem v Českých Budějovicích. Rada festivalu pracovala v obměněném složení a při přípravě finále se musela vypořádat s nedostatkem pořadatelů, materiálního zabezpečení a v neposlední řadě peněz.
Výsledky
- Postup do Mezinárodního finále Porty v Ústí nad Labem :
  - Epy de Mye, Martin Rous, Nestíháme, Bodlo, Quanti minoris
- Postup do semifinále v Ústí nad Labem:
  - Berušky, duo Passage, Bob a Bobci, Hromosvod
- Diváckou Portu získali:
  - Nestíháme, 4zdi, Bodlo

#### Mezinárodní finále Porty – Ústí nad Labem
Výsledky
- Interpretační porty:
  - Bob a Bobci (Hrob)
  - Martin Rous (Praha)
  - Epy de Mye (České Budějovice)
- Divácká Porta:
  - Bob a Bobci (Hrob)
- Ústecký stříbrňák (za přínos trampské písni)
  - Bob a Bobci (Hrob)
- Autorská Porta
  - Blanka Prudilová – skupina Pupkáči (Lipník nad Bečvou)za píseň „Cyklistická“
  - Marie Havlová & Milan Krejsa (Duchcov)za píseň „Barvy kamenů“

### 2008
Došlo k oddělení interpretační a autorské Porty. V interpretační soutěži postoupili skupiny do semifinále a finále v Řevnicích, kde se utkávají v Českém národním finále a nejlepší z nich postupují do Mezinárodního finále v Ústí nad Labem. Finále autorské Porty se odehrálo v Ústí nad Labem.

#### České finále Porty – Řevnice u Prahy
Vzhledem k nepříliš vhodnému načasování, umístění a nevelkému zájmu diváků v Jihlavě, se České národní finále přesunulo blíže k Praze do areálu Lesního divadla v Řevnicích. Změna prostředí se odrazila na návštěvnosti a přiměla pořadatele k další snaze o udržení tohoto festivalu. Oproti Jihlavě došlo ke změnám. Recitály účastníků finále se odehrávají na scéně uprostřed Řevnic před kulturním centrem. Soutěžní vystoupení se odehrávaly na hlavní scéně, kde program probíhá i přes den. Soutěžící byli rozděleni do několika soutěžních bloků a jejich koncerty proloženy koncerty hostů. První ročník v Řevnicích, České národní finále, byl považován diváky i hudebníky za úspěšný. Došlo také k valné hromadě O. S. Porta a prodloužení funkčního období současné rady a vedení sdružení.
Výsledky
1. Xindl X
2. Přelet M.S.
3. místo Šeginy

- Postup do Mezinárodního finále Porty v Ústí nad Labem:
  - Pavel Houfek Band, Hluboké nedorozumění, Simona Klímová, Bossorky
- Zvláštní ocenění získali:
  - GoodWill za hru na dobro, Jiří Fryč za hru na kytaru, Quanti minoris za instrumentaci

Na podzim O.S. Porta (pořadatel ČNF) pořádalo v prostorách kina Blaník koncert OZVĚNY PORTY, jako připomenutí toho, co se v Řevnicích dělo.

#### Mezinárodní finále Porty – Ústí nad Labem
Výsledky
- Interpretační Porta – Přelet M.S.
- Autorská Porta – Xindl X
- Divácká Porta – D.N.A.
- Ústecký stříbrňák – Hluboké nedorozumění

### 2009
Zažil se model postupu z oblastních kol do finále popř. semifinále. České národní finále v Řevnicích a následný postup těch nejlepších do Mezinárodního finále v Ústí nad Labem. Česká tábornická unie se mimo koordinace oblastních kol zapojila jako spolupořadatel do řevnického finále.

#### České finále Porty – Řevnice u Prahy
Po boku začínajících kapel vystoupily známé hvězdy a to nejen z oblasti „portovní hudby“, ale i žánrů odlišných. Nové působiště prohloubilo spolupráci s místními organizacemi. Před konáním festivalu proběhla v Řevnicích výstava o Portě a brigáda, při níž byly do lesa v okolí Řevnic vysázeny stromy. Denní scéna byla přejmenována na semifinálovou, pochopitelně z toho důvodu, že se na ní konalo semifinále soutěže, které doplnili finalisté o své recitály. Scéna byla přesunuta blíže k hlavní scéně do prostoru hřiště na házenou, které „porťákům“ poskytlo také zázemí a občerstvení. Podzimní Ozvěny Porty se tentokrát konaly v klubu MLEJN v Praze a mimo účinkujících z Porty vystoupil jako host Vlasta Redl. V rámci zlepšování komunikace s návštěvníky i soutěžícími založila Porta svůj profil na Facebooku a vylepšila své internetové stránky.
Výsledky
1. Zdeněk Hamřík
2. Strašlivá Podívaná
3. Alibaba

- Autorská Porta – JANE Country Brno za písničku Don Quijote

### 2010
Došlo k většímu propojení oblastních kol a ČNF.

#### České finále Porty – Řevnice u Prahy
Ročník, který podle názoru mnohých "vrátil Portě ztracený dech". Díky práci v oblasti budování vztahů s okolím a shánění tolik potřebných finančních prostředků, se zlepšilo prostředí místa konání, služby pro návštěvníky i finanční možnosti pořadatele Českého národního finále. Mimo klasického programu soutěžících kapel a hostů se uskutečnily hudební dílny, kde lektory byli „mistři svých nástrojů“. Portě předcházelo opět sázení stromů, výstava, a jako vzpomínka na vydařený ročník se opět uskutečnily Ozvěny Porty v pražském klubu Mlejn s hostem Naďou Urbánkovou a skupinou Bokomara.
Výsledky
1. Quanti minoris (Brno)
2. Pětník (Praha)
3. Šťastní a veselí (Praha)

### 2011
Po dohodě se změnila i struktura festivalu a datum konání Ústecké části Porty. Z mezinárodního finále se stala mezinárodní soutěž, v rámci které se odehrává finále autorské Porty. Vrchol soutěže se odehrává pravidelně poslední červnový víkend v Řevnicích.

#### České finále Porty – Řevnice u Prahy
Mimo již klasického sázení stromů proběhla pozvánka na Portu prostřednictvím koncertu v kině v Řevnicích. Na scéně v Řevnicích se vystřídalo mnoho hudebníků domácích i zahraničních v portovních i příbuzných žánrech. Porta se po letech opět dočkala zaplněného hlediště i přes nepřízeň počasí. Pořadatelem bylo stejně jako v posledních letech O.S. Porta a pomohla také ČTU, která mimo pomoci při ČNF garantuje oblastní kola.
Výsledky
1. D.N.A.
2. Vasilův rubáš
3. Šantré

### 2012
46. ročníkem oslavila Porta páté narozeniny v Řevnicích. Po několikerých pokusech, začít v páteční den jako žánrový (trampský den), se tento rok dramaturgie soustředila na jiný fenomén, kterým je mládí. Mimo soutěžních vystoupení se představil Přelet M.S., Blueground a současně jeden z nejpopulárnějších písničkářů současnosti Tomáš Klus. Návštěvníci přijeli ze všech koutů republiky a Portu navštívilo i velké množství místních řevnických diváků. Během festivalu se objevily jména jako: Jarda Wykrent, Lenka Filipová, Blue Effect, Ivan Mládek a Marta Kubišová. Kromě dalších nečekaností se na Portě 2012 objevil facilitátor, Tokhi a jeho Drum Circle. Bubenická show s desítkou djembe a dalších perkusních nástrojů, do které se zapojilo celé hlediště Lesního divadla, bylo pro Portu nové. V sobotu proběhla opět valná hromada O.S. Porta, která potvrdila ve funkci předsedy Annu Roytovou a došlo k mírné obměně rady.

#### Výsledky
1. Švédova trojka (Moravský Krumlov)
2. Crossband (Nymburk)
3. Antonín Jarůšek (Kuřim)

### 2013
47. ročník se uskutečnil ve dnech 28.–30. června 2013.
Během roku došlo k zásadním změnám na internetových stránkách festivalu, kdy se z technických důvodů oddělily weby řevnické a ústecké Porty. 47. ročník festivalu neblaze ovlivnilo počasí, kdy ústecká část Porty zahájila velké povodně a řevnická ukončila. Ještě dva týdny před konáním finále nebylo jasné, zda se povede v divadle a v Řevnicích odstranit všechny povodňové škody a nebude se muset hledat nový termín. Za chladného počasí se v pátek divadlo zaplnilo, ale větší návštěvnost byla v sobotu a v neděli při vyhlášení výsledků. Do divadla tento rok přijali pozvání Vlasta Redl, Robert Křesťan, Spiritual kvintet, Marsyas, Věra Martinová, Wabi Daněk, Ivan Hlas, Cop, Žamboši, Pacifik, Radek Tomášek, Marien, New Rangers, Epy de Mye, Yellow Sisters, Šárka Rezková, Kieslowski a další. Došlo k doplnění týmu pořadatelů a nová byla i šéfredaktorka zpravodaje Portýr. I přes nižší divácký zájem ovlivněný počasím hodnotili jak interpreti, tak diváci, letošní finále pozitivně.

#### Výsledky
1. Švédova trojka (Moravský Krumlov)
2. Šeginy (Praha)
3. Quaoar (Praha)

### 2014
48. ročník se konal od 27. do 29. června 2014
V řevnickém Lesním divadle došlo k úpravám jeviště i hlediště a okolí. Po celý víkend bylo letní počasí a hlediště bylo zaplněno již od prvních chvil po otevření areálu. V pátek na scéně slavila jubileum královna české country scény Naďa Urbánková. V soutěžních koncertech se představila řada nových skupin. Javory (skupina) i Kiďák potvrdili v sobotu, že nestárnou. Představili se také např. minulí vítězové, Klíč nebo Sem Tam. Přínosem hudební dílny bylo aktivní spojení diváků s Drum circle Petra Šušora. Nedělní koncert odstartovali Zelenáči, nechyběl skvělý bluegrassový Monogram, Kamelot i Žalman. Závěr patřil vzpomínce a poctě Zdeňku Rytířovi s Václavem Neckářem, Lenkou Filipovou, Ondřejem Hejmou, Terezou Černochovou a Bacily.

#### Výsledky
1. Louka Band
2. Trio P.E.S.
3. Randes Fou

### 2015
49. ročník proběhl opět koncem června – od 26. do 28. června
Páteční koncert odstartovaly Paběrky Marko Čermáka, který navodil atmosféru vzpomínek na osobnosti české country scény s řadou výročí (Michal Tučný, Mirek Hoffmann, Tomáš Linka). Své CD pokřtila skupina Epy de Mye. V sobotu se setkali legendy s mládím. Vystoupil J. Wykrent a naposledy na Portě hrál Standa Chmelík, s nimi pak Pavel Calta a Petr Bende. V neděli V. Martinová představila novou kapelu, odpoledne zpestřili akusticky Buty a Robert Křesťan zavzpomínal s Trapery.

#### Výsledky
1. Trapas
2. Tchei-chan v duu
3. Melda a spol

- zvláštní ocenění – Z Hecu, K. Nídlová

### 2016
50. ročník proběhl opět koncem června – od 24. do 26. června
Celá Porta probíhala v duchu 50. výročí. Páteční koncert v opraveném divadle byl plný legend a vzpomínek s New Rangers, Wabi Daňkem, Scarabeem v původní sestavě nebo Taxmeny a Fešáky. Mezi legendární hosty přišly se vzpomínkami také osobnosti minulých let Mirek Kovářík, Ivan Rössler, Honza Dobiáš, Jakub Langer nebo Ivan Doležal a také ostatní gratulanti, jako zástupci společenského života. Pokřtilo se také dvoj-CD Porty, vydané Supraphonem. V sobotu gratulovali ještě k životnímu jubileu Žalmana nestárnoucí skupiny Blanket, AG Flek, Pacifik, Kamelot a Vojta Kiďák Tomáško a řada dalších mladých kapel. Při nedělním natáčení pořadu Porta-50 Českou televizí zavzpomínali Zelenáči, Nezmaři, Robert Křesťan, Jaroslav Samson Lenk, Cop a Spirituál kvintet.

#### Výsledky
1. Rendez-fou
2. Michal Willie Sedláček
3. Disneyband

- Zvláštní ocenění poroty – Anatoli (za udržování národní kulturní tradice)
- Zvláštní ocenění poroty – Jan Vytásek (za pěvecký výkon)
- Zlaté Porty: Nezmaři, Jaroslav Samson Lenk, Sandy Nosek

### 2017
51. ročník se uskutečnil poslední víkend v červnu opět v Řevnicích, kde nově proběhlo také finále autorské soutěže – došlo tedy k přesunutí z Ústí nad Labem a ke změnám ve struktuře. 10. řevnický finálový víkend otevřeli držitelé Zlaté Porty – Roháči z Lokte a večer uzavřel po soutěžním bloku František Nedvěd. Ve snaze posouvat Portu vstříc mladému publiku a současným trendům ve folkové hudbě naprosto zaplnil sobotní hlediště Tomáš Klus. Vzpomínalo se taktéž na dny vzniku Porty před 50 lety a diskutovalo se o současné vlně hudební tvorby vzhledem k žánrové otevřenosti. Tomu se přizpůsobila také dramaturgie s prostorem pro mladé hudebníky vedle legend žánru. Nedělní Dvoranu uzavřeli V. Martinová a Petr Bende.

#### Výsledky
1. Aleš Petržela
2. Isara
3. Mike Fojtík

- autorská soutěž – Melda

### 2018
Spolek Porta a Česká tábornická unie rozhodly o novém osudu Porty a budoucnosti celého soutěžního systému. Po mnoha pokusech sjednotit Portu, konanou v posledních letech v Řevnicích a v Ústí nad Labem, se dospělo ke konečnému rozhodnutí s cílem ukončit stav tohoto tzv. „dvojportí“.
52. Porta začala v pátek 29. června a nesla se v duchu vzpomínek na zesnulého Wabiho Daňka. Připomněli ho Roman Horký a Kamelot a Robert Křesťan. Vlastní soutěž posuzovala obměněná porota a sledovalo velké množství nových diváků. Kytarovou školu předvedl v sobotu N. Kovács, večer dále vzpomínali také Ivan Hlas nebo Jaroslav Samson Lenk. Neděle patřila vítězům, skupině Jelen a koncertu „Pocta Wabimu“ s Žalmanem, Vojtou Tomáškem, Milošem Dvořáčkem nebo Slávkem Janouškem.

#### Výsledky
1. Tereza Balonová
2. Mc Berds
3. Kupodivu

- autorská Porta – Kupodivu

### 2019
Finále 53. ročníku Porty se už po dvanácté konalo v Lesním divadle v Řevnicích. O postup do soutěžního finále bojovalo více než 200 formací a sólistů ve 14 oblastních kolech po celé republice. V pátek 28. června zahájil Portu kromě jiných Slávek Janoušek s kapelou a soutěžní skupiny, v sobotu 29. června kromě soutěže a recitálů soutěžících vystoupili další hosté, např. Přelet M.S. a Jaroslav Wykrent, nedělní program 30. června zakončili Marien, své 80. narozeniny na jevišti oslavila Naďa Urbánková s Bokomarou a program Porty zakončil Hop Trop. Po několika letech mohli diváci opět hlasováním udělit svou cenu.

#### Výsledky
1. Větrno
2. Mirek Baldrych
3. Melda a spol.

- autorská porta – The Addams Sisters (Anne v zemi za skříní)
- divácká porta – Eliška Kotlínová

### 2020
Kvůli mimořádným opatřením kvůli výskytu covidu-19, se uskutečnila jen dvě oblastní kola Porty. Následně byl celý ročník včetně národního finále zrušený a jako náhrada byla vyhlášena soutěž ePORTA, do které svá videa přihlásilo 108 skupin, dvojic a sólistů. V prvním výběrovém kole porota vybrala 40 soutěžících a do druhého kola 15 soutěžících.

#### Výsledky
1. Kristína Dlouhá Nídlová[2]
2. D.N.A. Brno[2]
3. Faux Pase Fonet[2]

- nejlepší písnička ePorty – Písnička o cestě (Petr Meluzín)[2]
- Cena diváků SMS hlasování: Faux Pase Fonet[2]

### 2021
Jubilejní 55. ročník Porty se opět konal v Lesním divadle v Řevnicích a to v opožděném termínu 16. až 18. července. Složitá situace kvůli výskytu covidu-19 významně ovlivnila pořádání oblastních kol, z nichž některá byla pořadateli zrušena, některá se uskutečnila bez diváků a některá systémem loňské ePorty. Celkem se přihlásilo 112 soutěžících, do finále se přímo probojovalo 10 soutěžících a 9 do semifinále, ze kterého 1 soutěžící postoupil do finále. Semifinále proběhlo stejně jako finále na hlavní scéně. Program Porty obohatili hosté svými recitály.

#### Výsledky
1. Lu’s &[3]
2. Zkusmeto[3]
3. Saša Niklíčková[3]

- autorská porta – Saša Niklíčková (Námořník)[3]
- Zlatá porta – Zdeněk Schwager[3]
- divácká SMS soutěž – VilMa[3]

### 2022
Popatnácté se konalo národní finále v Lesním divadle v Řevnicích. Soutěže se zúčastnilo 224 souborů z 15 oblastních kol opět za podpory ČTU. Opět byla otevřena semifinálová scéna na hřišti a vylepšeno zázemí pro diváky. Mezi hosty se objevila Petra Černocká nebo znovu skupina Jelen, která si Portu řadí mezi výjimečné akce. Koncerty také ozdobily Tomáš Linka a František Nedvěd ml. se vzpomínkovým programem na vloni zemřelou legendu – otce Františka.

#### Výsledky
1. Vehiba
2. Jana Rychterová
3. Zkusmeto

- autorská Porta – Vehiba
- cena Poroty – Monika Sonk
- Zlatá Porta – Anička Roytová, Maruška „Amunka“ Navrátilová

2023
Do finále v Řevnicích postoupilo 14 finalistů z oblastních kol a 10 semifinalistů z druhých míst dle portovního řádu. Vítěz semifinále, Michal Willy Sedláček, doplnil finalisty na počet 15.
Patnáctkrát se také Porta představila v Lesním divadle v Řevnicích, což je nejdelší „pobyt“ Porty na jednom místě v její celé historii od roku 1967.
1.       místo – Marie Tilšarová & KDO JSME MY
2.       místo – Kateřina Syrná
3.       místo – The Folks
Autorská Porta – Láďa Koťátko Niklíček – Balkónovej tramping
     Cena Country rádia –  The Folks
     Cena ČRO Region  –   Red &White
     Cena SAI -Svazu autorů a interpretů – My2
      Cena Obce spisovatelů – za nejlepší text písně – Petr Tax – Nech vodu téct
      Cena publika – The Folks
      Cena pivního stanu – Omrvinky
      Cena Poroty za instrumentální výkon – Honza Kouba
      Cena naděje Porty – Sananaj
Porta udělila dle tradic další dvě keramické sošky, jako poděkování za přínos Portě.
      Zlatá Porta – Petr „Lochness“ Křivohlávek
      Porta 20 – za dvacetiletou práci pro Portu – Jiří Vondráček

### 2024
Národní finále se opět už po šestnácté konalo v Lesním divadle v Řevnicích. Ve 13 oblastech se ucházelo o postup 227 kapel a písničkářů . Vše ohledně soutěže se tentokrát konalo na hlavní scéně Lesního divadla. Recitály kapel se konaly na scéně u stanového městečka. V řadách porotců se objevila řada nových osobností, které přinesly další podněty pro následující ročníky. Novinkou byla tzv. Štafeta festivalů, která umožňuje vybraným skupinám hrát na dalších akcích folkové scény.   

#### Výsledky
- Interpretační Porta: Alishi
- 2. místo: Rooster Riders
- 3. místo: Kolibříkův úlet
- Autorská Porta: písnička Fénixi (Klára Sára, dámy a pánové)
- Ceny poroty: ocenění za mimořádný instrumentální výkon (za hru na basu) – Daniel Bislimaj (Valdemar on the Run) – ocenění za interpretaci tradiční trampské písně – B.P.T.

- Cena publika: Rooster Riders
- Cena Country Radia: Alishi
- Cena ČRO Region: Monika Bublíková
- Cena SAI: Richard Baksevanidis a Baksi
- Cena Obce spisovatelů za nejlepší text:  Richard Baksevanidis
- Cena pivního stanu: Zničehonic
- Divácká cena SMS: Alfasrnec

## Portovní diskografie

### Gramofonové desky
- Porta 1967 – 68
- Porta 1969 – 1970
- Porta 1971 – 1972
- Porta 1973
- Porta 1974
- Porta 1975
- Porta 1976
- Porta (album 1980), Supraphon 1980
- Porta 1981
- Porta '82, Supraphon 1983
- Porta '83, Supraphon 1984
- Porta '84, Supraphon 1985
- Cesty '85, Panton na Portě – LIVE, Panton 1985
- Porta '85, Supraphon 1986
- Porta '86, Supraphon 1987
- 20 let Porty, Supraphon 1986 (2 LP desky)
- Porta 1987
- Stará dobrá Porta
- Porta '88, Supraphon 1988
- Porta 1989
- Porta 1990, Porta (vydavatelství)1990
- Porta Svitavy '93 – Live
- Porta 96 – Live
- Porta 2000

### CD
- PORTA trefa 1 (1968 – 1985)
- PORTA trefa 2 (1998 – 2007)
- Porta slaví 40
- Porta Řevnice 2008
- Porta Řevnice 2009
- Porta Řevnice 2010
- Porta Řevnice 2011
- Porta slaví 50
- Porta Řevnice 2018